# 紗音都
紗音都（シャネット）は、日本の女性アイドルグループ、元DIVAメンバー・二見夕貴がプロデュースする音楽ユニット。パインプレーリー合同会社所属。

## 概要
文字通り、音が重なる都。特徴的な楽曲の音色たち、メンバーの音、ファンの方の声援が重なる素敵な空間になるという想いを込めた名前。
コンセプトはバルカン音楽をベースにスカ、レゲエ、カントリーなど様々な音楽を融合させ、自然に気持ちを解き放つ開放系アイドル。地中海をイメージさせる爽やかなアイドルユニット。

## 略歴
2019年
- 11月1日、アイドルグループ名" 紗音都 (しゃねっと)”（メンバー：高橋りな、成田彩）をTwitterにて発表。

- 11月7日、追加メンバー（宮凪華巳）をTwitterにて発表。

- 11月18日、メンバー3人揃ってSHOWROOM配信。

- 12月28日、デビュー前 初のイベント、紗音都とプチ忘年会＆高橋りなプチ生誕祭開催（上野Untitled）。

2020年
- 1月22日、渋谷DESEOにてお披露目ライブ実施。
- 2月1日から、渋谷クロスFMにて冠ラジオ「紗音都のしゃねしゃねするぞ！」がスタート。

## メンバー

### 現在のメンバー
| 名前                       | 血液型 | 出身地 | 愛称             | メンバーカラー | 備考                                        |
| -------------------------- | ------ | ------ | ---------------- | -------------- | ------------------------------------------- |
| 高橋りな （たかはし りな） | A型    | 群馬県 | りなてぃ・りなち | ピンク         | リーダー 趣味：洋服、カフェ巡り             |
| 成田 彩 （なりた さやか）  | O型    | 東京都 | さやちる         | スカイブルー   | 趣味：カメラ、動画編集 特技：運動、写真加工 |

### 元メンバー
| 名前                         | 血液型 | 出身地 | 愛称     | メンバーカラー | 備考               |
| ---------------------------- | ------ | ------ | -------- | -------------- | ------------------ |
| 宮凪華巳 （みやなぎ はなみ） | O型    | 岐阜県 | はなみん | オレンジ       | 趣向：イーブイ、歌 |

## 作品

### お披露目ライブ
- God Soul（ゴッドソウル）
- Volim te（ボリミテ）
- Heave-ho!（ヒーブホー）
- やっパッパのパラダイス

## 出演

### ラジオ
- 「松原秀樹の体質研究Labo」（2019年11月3日[1]・12月9日- 、レインボータウンFM）
- 「紗音都のしゃねしゃねするぞ！」（2020年2月1日-、渋谷クロスFM）

### イベント
- お披露目ライブ（2020年1月22日、渋谷DESEO）
- アイドルプラネット in 上野　Vol.4　DAY,NIGHT（2020年1月26日、上野音横丁）
- IDOL Voice Vol.1（2020年1月27日、新大久保CLUB Voice）
- SHIBUYA LIVE GARDEN（2020年2月4日、渋谷DESEO）
- 酒屋角打ちフェス2020（2020年2月8日、上野恩賜公園）
- Recreation Links & 渋谷THE GAME共催 GIRL'S CROSS OVER vol.4（2020年2月10日、渋谷THE GAME）
- LIVE BURST（2020年2月11日、秋葉原GOODMAN）
- アイドルプラネット～バレンタインスペシャル（2020年2月16日、上野音横丁）
- Girls' Music Revolution Vol.52（2020年2月26日、渋谷aube）
- 紗音都定期公演 「しゃねしゃねするぞ　Vol.1」（2020年2月29日、秋葉原SinfoniA）
- モアザンヘヴン28～9th Year beginning～（2020年3月20日、渋谷Glad）